# 梅特·布洛克
梅特·布洛克（丹麥語：Mette Bloch，1966年2月13日—），丹麦女子赛艇运动员。她曾代表丹麦参加世界赛艇锦标赛，获得二枚金牌和二枚铜牌，均来自女子轻量级单人双桨项目。